# 菅沼定昭
菅沼 定昭（すがぬま さだあきら）は、丹波国亀山藩の第2代藩主。

## 生涯
寛永2年（1625年）、丹波亀山藩の初代藩主（当時は近江膳所藩主）・菅沼定芳の長男として膳所で生まれる。嫡出の姉2人とは違い、庶出であった。寛永17年（1640年）、従五位下・左近将監に叙位・任官される。
寛永20年（1643年）、父の死去により家督を継いだ。このとき、異母弟の定実へ2000石、定賞へ1100石の知行地をそれぞれ分与し、4万1100石から3万8000石にまで直轄領が減った。
正保4年（1647年）9月21日、丹波亀山にて死去した。享年23。正室はまだ居なかった時期での不幸であったらしい。側妾も確認されておらず、嗣子もないために無嗣改易となった。翌年閏正月に弟の定実に1万石が与えられ、名跡相続は許された。